# A gőzgép története

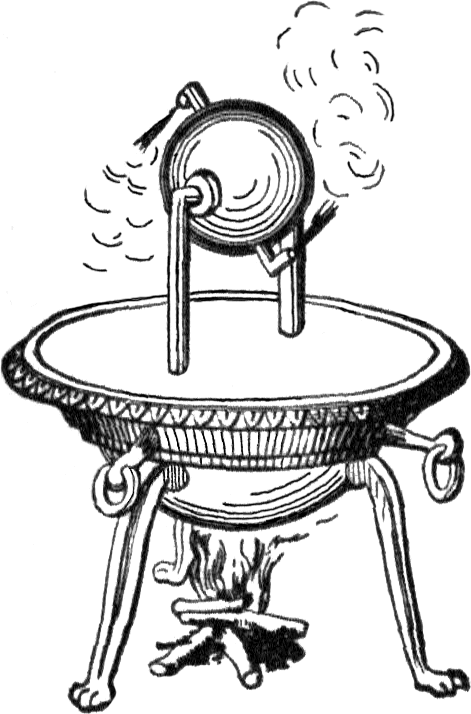
Aeolipil

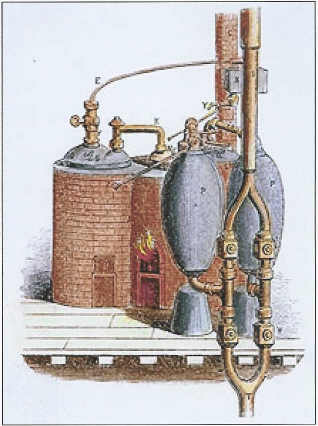
Az 1698-as Savery-gőzszivattyú - az első kereskedelmi szempontból sikeres gőzüzemű készülék, amelyet Thomas Savery épített.

Az első feljegyzett kezdetleges gőzgép az alexandriai Alexandriai Hérón által leírt aeolipil volt az 1. századi római Egyiptomban. Később számos gőzzel működő eszközzel kísérleteztek vagy javasoltak, mint például Taqi al-Din gőzhengerével, a 16. századi oszmán Egyiptomban gőzturbinával és Thomas Savery gőzszivattyújával a 17. századi Angliában. 1712-ben Thomas Newcomen atmoszferikus motorja lett az első kereskedelmi szempontból sikeres, a dugattyú és a henger elvét alkalmazó motor, amely a 20. század elejéig a gőzgépek alapvető típusa volt. A gőzgépet a szénbányákból történő vízszivattyúzásra használták.
Az ipari forradalom idején a gőzgépek kezdték felváltani a víz- és szélenergiát, és végül a 19. század végére a domináns energiaforrássá váltak, és így maradtak a 20. század első évtizedeiben is, amikor a hatékonyabb gőzturbina és a belsőégésű motor a gőzgépek gyors felváltását eredményezte. A gőzturbina lett a legelterjedtebb módszer, amellyel az elektromos áramfejlesztőket hajtják. Jelenleg folynak a dugattyús gőzgép újjáélesztésének gyakorlati lehetőségeit vizsgáló kutatások, amely a fejlett gőztechnológia új hullámának alapja lehet.

## Előidéző anyagok

### A gőzenergia korai felhasználása
A legkorábbi ismert kezdetleges gőzgépet és reakciós gőzturbinát, az aeolipilt, Hérón matematikus és mérnök írta le az 1. századi római Egyiptomban, amint azt Spiritalia seu Pneumatica című kéziratában feljegyezte. A fúvókákból érintőlegesen kilövellő gőz egy forgó gömböt hozott forgásba. Hőhatása alacsony volt. Ez arra utal, hogy a gőznyomás mechanikus mozgásra való átalakítása ismert volt az 1. századi római Egyiptomban. Hérón egy olyan gépet is kitalált, amely oltártűzben felmelegített levegőt használt egy zárt edényből vízmennyiség kiszorítására. A víz súlyát arra használták, hogy egy rejtett kötelet húzva működtesse a templomajtókat. Egyes történészek összemossák a két találmányt, és tévesen azt állítják, hogy az aeolipil hasznos munkára volt képes.
Malmesburyi Vilmos szerint 1125-ben Reimsben volt egy olyan templom, amelynek orgonáját a "felmelegített víz" által a tömörítésből kiszabaduló levegő működtette, és amelyet nyilvánvalóan Gerbertus professzor tervezett és épített.
Leonardo da Vinci 15. század végi iratai között szerepel egy gőzzel működő ágyú, az Architonnerre terve, amely egy lezárt, vörösen izzó ágyúba hirtelen beáramló forró vízzel működik.
A 16. századi oszmán Egyiptomban Taqi al-Din filozófus, csillagász és mérnök 1551-ben egy kezdetleges ütköző gőzturbinát írt le, amelyben leírta, hogy egy nyársat egy kerék peremén forgó lapátokon játszó gőzsugár segítségével lehet forgatni. Egy hasonló nyársforgató eszközt később John Wilkins is leírt 1648-ban. Ezeket az eszközöket akkoriban "malmoknak" nevezték, de ma már gőzgépek néven ismertek. Egy másik hasonló kezdetleges gőzturbinát Giovanni Branca olasz mérnök 1629-ben mutatott be egy hengeres csigaházas szerkezet forgatására, amely felváltva emelt és engedett le egy mozsárban dolgozó cséplőpárt. E korai gőzturbinák gőzáramlása azonban nem volt koncentrált, és energiájának nagy része minden irányba szétterült. Ez nagy energiapazarlással járt volna, ezért ipari felhasználásukat soha nem vették komolyan fontolóra.
1605-ben Florence Rivault francia matematikus a tüzérségről szóló értekezésében arról a felfedezéséről írt, hogy a víz, ha bombahüvelybe zárják és felmelegítik, felrobbantja a lövedéket.
1606-ban a spanyol Jerónimo de Ayanz y Beaumont bemutatott és szabadalmat kapott egy gőzzel működő vízszivattyúra. A szivattyút sikeresen használták a spanyolországi Guadalcanal elárasztott bányáinak víztelenítésére.

## A kereskedelmi gőzgép kifejlesztése
Azok a felfedezések, amelyeket Thomas Newcomen 1712-ben egyesített, és amelyek a gőzgépet eredményezték, a következők voltak:
- A vákuum fogalma (azaz a nyomás környezeti nyomás alá csökkentése).
- A nyomás fogalma
- A vákuum létrehozásának technikái
- A gőz előállításának eszközei
- A dugattyú és a henger

1643-ban Evangelista Torricelli kísérleteket végzett szívó emelő vízszivattyúkkal, hogy tesztelje azok határait, ami körülbelül 32 láb volt (A légköri nyomás 32,9 láb vagy 10,03 méter. A víz gőznyomása csökkenti az elméleti emelési magasságot). Kísérletet dolgozott ki egy higannyal töltött és egy higanyos tálba (barométer) fordított csővel, és a higanyoszlop felett egy üres teret figyelt meg, amelyről azt feltételezte, hogy nem tartalmaz semmit, azaz vákuumot.
Torricelli hatására Otto von Guericke feltalálta a vákuumszivattyút egy légpisztoly nyomás alá helyezésére használt légszivattyú átalakításával. Guericke 1654-ben bemutatót tartott a németországi Magdeburgban, ahol polgármester volt. Két réz félgömböt egymáshoz illesztettek, és levegőt pumpáltak ki. A félgömbökre erősített súlyok nem tudták őket széthúzni, amíg a légszelepet ki nem nyitották. A kísérletet 1656-ban megismételték két, egyenként 8 lovas csapat segítségével, amelyek nem tudták szétválasztani a magdeburgi féltekéket.
Gaspar Schott írta le először a félteke-kísérletet a Mechanica Hydraulico-Pneumatica (1657) című művében.
Schott könyvének elolvasása után Robert Boyle megépített egy továbbfejlesztett vákuumszivattyút, és ezzel kapcsolatos kísérleteket végzett.
Denis Papin 1663-ban Párizsban, Christiaan Huygensszel és Gottfried Leibnizcel együtt dolgozva kezdett el érdeklődni a vákuum hajtóerő előállítására való felhasználása iránt. Papin 1676 és 1679 között Robert Boyle-nak dolgozott, munkájáról beszámolót tett közzé a Continuation of New Experiments (1680) című könyvében, és 1689-ben előadást tartott a Royal Society előtt. 1690-től Papin kísérletezni kezdett a gőzzel való energiatermelésre szolgáló dugattyúval, és gőzgép-modelleket épített. Kísérletezett atmoszferikus és nyomás alatti gőzgépekkel, eredményeit 1707-ben publikálta.
1663-ban Edward Somerset, Worcester 2. márkija 100 találmányt tartalmazó könyvet adott ki, amelyben a kávéperkolátorhoz hasonló elven működő, emeletek közötti vízemelés módszerét írta le. Az ő rendszere volt az első, amely a kazánt (egy fűtött ágyúcső) elválasztotta a szivattyúzástól. A vizet egy ciszternából egy megerősített hordóba engedték, majd egy szelepet nyitottak, hogy gőzt engedjenek be egy külön kazánból. A nyomás a víz tetején épült fel, és egy csövön felfelé hajtotta azt. A gőzzel működtetett szerkezetét a Raglan vár Nagy tornyának falára szerelte fel, hogy a tornyon keresztül vizet szolgáltasson. A falban lévő barázdák, amelyekbe a motort szerelték, még a 19. században is láthatóak voltak. Senki sem volt azonban hajlandó pénzt kockáztatni egy ilyen forradalmi elképzelésért, és támogatók nélkül a gépezet fejlesztetlen maradt.
Samuel Morland matematikus és feltaláló, aki szivattyúkkal foglalkozott, feljegyzéseket hagyott a Vauxhall Ordinance Office-ban egy gőzszivattyú tervéről, amelyet Thomas Savery elolvasott. Savery 1698-ban megépítette a "The Miner's Friend" nevű gőzszivattyút. Ez vákuumot és nyomást is alkalmazott. Ezeket alacsony lóerős szolgáltatásra használták néhány évig.
Thomas Newcomen kereskedő volt, aki öntöttvas árukkal foglalkozott. Newcomen motorja a Papin által javasolt dugattyús és hengeres konstrukción alapult. Newcomen motorjában a gőzt a henger belsejébe permetezett víz kondenzálta, ami a dugattyút légköri nyomás hatására mozgatta meg. Newcomen első motorját 1712-ben a staffordshire-i Dudley várban, egy bányában szivattyúzásra szerelték fel.

### Hengerek
Denis Papin francia fizikus, matematikus és feltaláló volt, aki leginkább a gőzfőző, a nyomástartó edény elődjének úttörő találmányáról ismert. Az 1670-es évek közepén Papin a holland fizikussal, Christiaan Huygensszel közösen dolgozott egy olyan motoron, amely egy hengerből a benne lévő puskapor felrobbantásával hajtotta ki a levegőt. Felismerve az így előállított vákuum tökéletlenségét, és 1680-ban Angliába költözve Papin ugyanennek a hengernek egy olyan változatát dolgozta ki, amely a víz felforralásával, majd a gőz kondenzálódásával teljesebb vákuumot ért el; így a dugattyú végét egy csigán átvezető kötélre erősítve súlyokat tudott emelni. A rendszer demonstrációs modellként működött, de a folyamat megismétléséhez az egész készüléket szét kellett szedni és újra össze kellett szerelni. Papin hamar belátta, hogy az automatikus ciklus megvalósításához a gőzt külön kazánban kell előállítani, a projektet azonban nem vitte tovább. Papin egy malomkeréken játszó sugárral hajtott evezőlapátot is tervezett Taqi al Din és Savery elképzeléseinek kombinációjaként, és számos jelentős szerkezetet, például a biztonsági szelepet is neki tulajdonítják. Papin a gőz hasznosításának problémáival kapcsolatos többéves kutatásai kulcsszerepet játszottak az első sikeres ipari motorok kifejlesztésében, amelyek nem sokkal a halála után készültek el.

### Savery gőzszivattyú
Az első iparilag alkalmazott gőzgép a Thomas Savery által 1698-ban tervezett "tűzgép" vagy "Miner's Friend" volt. Ez egy dugattyú nélküli gőzszivattyú volt, hasonlóan a Worcester által kifejlesztetthez. Savery két kulcsfontosságú hozzájárulást tett, amelyek nagymértékben javították a konstrukció gyakorlati hasznosságát. Először is, annak érdekében, hogy a vízellátást a motor alá lehessen helyezni, kondenzált gőzzel részleges vákuumot hozott létre a szivattyútartályban (Worcester példájában a hordóban), és ezt felhasználva húzta felfelé a vizet. Másodszor, a vákuum előállításához szükséges gőz gyors lehűtése érdekében hideg vizet engedett át a tartályon.
A működéshez több szelepre volt szükség; amikor a ciklus elején a tartály üres volt, egy szelepet kinyitottak a gőz beengedéséhez. A szelepet bezárták a tartály lezárásához, és a hűtővízszelepet bekapcsolták a gőz kondenzálásához és a részleges vákuum létrehozásához. Egy ellátószelepet nyitottak, amely a vizet felfelé húzta a tartályba, és a tipikus motor akár 20 láb magasra is képes volt vizet húzni. Ezt bezárták, és a gőzszelepet újra kinyitották, nyomást építve a víz fölé, és felfelé pumpálva azt, mint a Worcester-konstrukcióban. A ciklus lényegében megduplázta a víz szivattyúzható távolságát egy adott gőznyomás mellett, és a gyártási példák körülbelül 40 láb magasra emelték a vizet.
Savery motorja egy olyan problémát oldott meg, amely csak nemrég vált komoly problémává; a víz kiemelése a dél-angliai bányákból, ahogy azok egyre nagyobb mélységbe jutottak. Savery motorja valamivel kisebb hatásfokú volt, mint Newcomené, de ezt ellensúlyozta az a tény, hogy a Newcomen motorja által használt különálló szivattyú nem volt hatékony, így a két motor hatásfoka nagyjából azonos volt, 6 millió láb font per bushel szén (kevesebb mint 1%). A Savery-motor azért sem volt túl biztonságos, mert ciklusának egy része nyomás alatt lévő gőzt igényelt, amelyet egy kazán szolgáltatott, és a korabeli technológiát tekintve a nyomástartó edényt nem lehetett elég erősre készíteni, így robbanásra hajlamos volt. Az egyik szivattyú felrobbanása Broad Watersben (Wednesbury közelében) 1705 körül valószínűleg a találmánya hasznosítására tett kísérletek végét jelentette.
A Savery-motor olcsóbb volt, mint Newcomené, és kisebb méretben gyártották. Néhány építő egészen a 18. század végéig gyártotta a Savery-motor továbbfejlesztett változatait. Bento de Moura Portugal, FRS, bemutatta Savery konstrukciójának egy zseniális javítását, "hogy képessé tegye arra, hogy önmagát működtesse", amint azt John Smeaton az 1751-ben kiadott Philosophical Transactions-ben leírta.

## Atmoszférikus kondenzációs motorok

### Newcomen "atmoszférikus" motor
Thomas Newcomen volt az, aki 1712-es "atmoszférikus motorjával" a Papin által megállapított lényeges elemek nagy részét egyesítette, hogy kifejlessze az első olyan gyakorlati gőzgépet, amelyre kereskedelmi igény is lehetett. Ez egy felszíni szinten elhelyezett dugattyús gerendamotor alakját vette fel, amely a gerenda egyik végén egymást követő szivattyúkat hajtott meg. A gerenda másik végéhez láncokkal csatlakozó motor a légköri vagy vákuum elvén működött.
Newcomen tervezése a korábbi koncepciók néhány elemét használta fel. A Savery-konstrukcióhoz hasonlóan Newcomen motorja is vízzel hűtött gőzt használt a vákuum létrehozásához. Savery szivattyújától eltérően azonban Newcomen a vákuumot egy dugattyú meghúzására használta ahelyett, hogy közvetlenül a vizet húzta volna. A henger felső vége nyitott volt a légköri nyomás felé, és amikor a vákuum kialakult, a dugattyú fölötti légköri nyomás a dugattyút a hengerbe nyomta lefelé. A dugattyút ugyanabból a ciszternából, amely a hűtővizet is szolgáltatta, csöpögő vízzel kenegették és tömítették. Továbbá a hűtési hatás fokozása érdekében közvetlenül a hengerbe permetezett vizet.
A dugattyú egy lánccal egy nagy lengőgerendához volt rögzítve. Amikor a dugattyú húzta a gerendát, a gerenda másik oldala felfelé húzódott. Ez a vége egy rúdhoz volt csatlakoztatva, amely a bányában lévő hagyományos szivattyúkarok sorozatát húzta. Ennek a teljesítménylépésnek a végén a gőzszelepet újra kinyitották, és a szivattyúrudak súlya lefelé húzta a gerendát, felemelve a dugattyút, és ismét gőzt szívott a hengerbe.
A dugattyú és a gerenda használata lehetővé tette, hogy a Newcomen-motor a bánya különböző szintjein lévő szivattyúkat működtesse, valamint megszüntette a nagynyomású gőz szükségességét. Az egész rendszert egyetlen felszíni épületben szigetelték el. Bár ezek a motorok nem voltak hatékonyak és rendkívül szénigényesek (a későbbi motorokhoz képest), mégis sokkal nagyobb mennyiségű vizet emeltek ki nagyobb mélységekből, mint korábban lehetséges volt. 1735-re több mint 100 Newcomen-motort telepítettek Anglia-szerte, és becslések szerint 1800-ra már 2000-et is üzemben tartottak (a Watt-változatokat is beleértve).
John Smeaton számos fejlesztést hajtott végre a Newcomen-motoron, különösen a tömítéseken, és ezek javításával csaknem háromszorosára tudta növelni a hatékonyságot. Emellett a hengerből történő erőátvitelhez a gerendák helyett inkább kerekeket használt, ami kompaktabbá tette a motorjait. Smeaton volt az első, aki szigorú elméletet dolgozott ki a gőzgépek tervezéséről és működéséről. A tervezett szereptől visszafelé haladva számította ki a feladathoz szükséges teljesítményt, az azt biztosító henger méretét és fordulatszámát, a táplálásához szükséges kazán méretét és a felhasznált üzemanyag mennyiségét. Ezeket empirikus úton fejlesztette ki, miután több tucatnyi Newcomen-motort tanulmányozott Cornwallban és Newcastle-ben, és 1770-ben saját kísérleti motort épített otthonában, Austhorpe-ban. Mire a Watt-motor csak néhány évvel később bevezetésre került, Smeaton már több tucat egyre nagyobb, 100 lóerős motorokat épített.

### Watt különálló kondenzátora
Miközben 1759-ben a Glasgow-i Egyetemen műszerészként és műszerjavítóként dolgozott, James Wattot John Robison professzor vezette be a gőz erejébe. Watt lenyűgözve elolvasott mindent, amit csak tudott a témáról, és önállóan kidolgozta a látens hő fogalmát, amelyet csak nemrég Joseph Black publikált ugyanezen az egyetemen. Amikor Watt megtudta, hogy az egyetem tulajdonában van egy Newcomen-motor kis működő modellje, sürgette, hogy küldjék vissza Londonból, ahol sikertelenül javították. Watt megjavította a gépet, de úgy találta, hogy még teljesen megjavítva is alig működőképes.
A konstrukcióval való munka után Watt arra a következtetésre jutott, hogy a motor által felhasznált gőz 80%-a kárba veszett. Ahelyett, hogy hajtóerőt biztosított volna, inkább a henger fűtésére használták. A Newcomen-konstrukcióban minden egyes lökést hideg vízsugárral indítottak el, amely nemcsak a gőzt kondenzálta le, hanem a henger falát is hűtötte. Ezt a hőt pótolni kellett, mielőtt a henger újra gőzt fogadhatott volna. A Newcomen-motorban a hőt csak a gőz szolgáltatta, így amikor a gőzszelepet újra kinyitották, a gőz nagy része a hideg falakon kondenzálódott, amint a hengerbe jutott. Jelentős idő és gőz kellett ahhoz, hogy a henger újra felmelegedjen, és a gőz elkezdje megtölteni.
Watt a vízpermet problémáját úgy oldotta meg, hogy a hideg vizet egy másik, a teljesítményhenger mellé helyezett hengerbe vezette. Az indukciós löket befejezése után egy szelepet nyitottak a kettő között, és a hengerbe jutott gőz ebben a hideg hengerben kondenzálódott. Ez vákuumot hozott létre, amely még több gőzt húzott a hengerbe, és így tovább, amíg a gőz nagyrészt le nem kondenzálódott. Ezután a szelepet bezárták, és a főhenger működése úgy folytatódott, mint egy hagyományos Newcomen-motoré. Mivel a főtengely végig üzemi hőmérsékleten maradt, a rendszer készen állt egy újabb löketre, amint a dugattyút visszahúzták a tetejére. A hőmérsékletet a henger körül egy köpeny tartotta fenn, amelybe gőzt engedtek be. Watt 1765-ben készített egy működő modellt.
Meggyőződve arról, hogy ez nagy előrelépés, Watt társulásokat kötött, hogy kockázati tőkét biztosítson, amíg a terven dolgozik. Watt nem elégedett meg ezzel az egyetlen fejlesztéssel, hanem fáradhatatlanul dolgozott egy sor további fejlesztésen, amelyek gyakorlatilag a motor minden egyes részét érintette. Watt továbbfejlesztette a rendszert egy kis vákuumszivattyú hozzáadásával, amely a gőzt a hengerből a kondenzátorba szívta, tovább javítva a ciklusidőt. A Newcomen-konstrukcióhoz képest radikálisabb változtatás volt a henger tetejének lezárása és a dugattyú fölé alacsony nyomású gőz bevezetése. A teljesítményt most már nem a légköri nyomás és a vákuum különbsége, hanem a gőz és a vákuum nyomása, egy valamivel magasabb érték adta. A felfelé irányuló visszaáramláskor a felül lévő gőz egy csövön keresztül a dugattyú aljára került, hogy a lefelé irányuló lökethez sűrítve legyen. A Newcomen-motor dugattyújának tömítését úgy érték el, hogy a dugattyú felső oldalán kis mennyiségű vizet tartottak. Ez Watt motorjában a gőz jelenléte miatt már nem volt lehetséges. Watt jelentős erőfeszítéseket tett, hogy olyan tömítést találjon, amely működik, és végül faggyú és olaj keverékének használatával érte el. A dugattyúrúd a felső hengerfedélen lévő, hasonló módon tömített tömítésen is áthaladt.
A dugattyú tömítésének problémája abból adódott, hogy nem volt mód kellően kerek henger előállítására. Watt megpróbálta öntöttvasból kifúrni a hengereket, de azok túlságosan gömbölyűek voltak. Watt kénytelen volt kalapált vashengert használni. A következő idézet Roe (1916) művéből származik:
"Amikor [John] Smeaton először látta a motort, jelentette a Mérnöki Társaságnak, hogy "sem a szerszámok, sem a munkások nem léteznek, akik egy ilyen bonyolult gépet kellő pontossággal tudnának gyártani" " "
Watt végül 1774-ben elég jónak ítélte a konstrukciót ahhoz, hogy forgalomba hozza, és a Watt-motor megjelent a piacon. Mivel a konstrukció egyes részeit könnyen be lehetett illeszteni a már meglévő Newcomen-motorokba, nem volt szükség teljesen új motor építésére a bányáknál. Ehelyett Watt és üzlettársa, Matthew Boulton licencbe adta a fejlesztéseket a motorüzemeltetőknek, felszámítva nekik a csökkentett üzemanyagköltségekből származó megtakarítás egy részét. A konstrukció rendkívül sikeres volt, és megalakult a Boulton és Watt cég, amely licencbe adta a konstrukciót, és segített az új gyártóknak a motorok megépítésében. Később ők ketten megnyitották a Soho Foundryt, hogy saját motorokat gyártsanak.
1774-ben John Wilkinson feltalált egy olyan fúrógépet, amelynek a fúrószerszámot tartó tengelye mindkét végén alátámasztva, a hengeren keresztül nyúlik, ellentétben az akkoriban használt konzolos fúrókkal. Ezzel a géppel 1776-ban sikeresen kifúrta Boulton és Watt első kereskedelmi motorjának hengerét.
Watt soha nem hagyta abba tervei tökéletesítését. Tovább javította a működési ciklus sebességét, bevezette a szabályozókat, az automata szelepeket, a kettős működésű dugattyúkat, a különféle forgó erőlevételeket és sok más fejlesztést. Watt technológiája lehetővé tette a helyhez kötött gőzgépek széles körű kereskedelmi alkalmazását.
Humphrey Gainsborough az 1760-as években elkészítette a kondenzációs gőzgép modelljét, amelyet megmutatott Richard Lovell Edgeworthnak, a Hold Társaság tagjának. Gainsborough úgy vélte, hogy Watt az ő ötleteit használta fel a találmányhoz; James Watt azonban ebben az időszakban nem volt tagja a Hold Társaságnak, és számos beszámolója, amely a végső konstrukcióhoz vezető gondolatmenetet magyarázza, inkább cáfolja ezt a történetet.
A teljesítményt továbbra is az alacsony nyomás, a henger térfogata, az égési és elpárolgási sebesség, valamint a kondenzátor kapacitása korlátozta. A maximális elméleti hatásfokot a dugattyú két oldalán lévő viszonylag alacsony hőmérsékletkülönbség korlátozta; ez azt jelentette, hogy ahhoz, hogy egy Watt-motor használható teljesítményt nyújtson, az első sorozatgyártású motoroknak nagyon nagyoknak kellett lenniük, és ezért drága volt a megépítésük és a beszerelésük.

### Kettős működésű Watt-motorok és rotációs motorok
Watt kifejlesztett egy olyan kettős működésű motort, amelyben a gőz mindkét irányban hajtotta a dugattyút, ezáltal növelve a motor sebességét és hatékonyságát. A kettős működés elve jelentősen megnövelte egy adott fizikai méretű motor teljesítményét is.
Boulton & Watt a dugattyús motort rotációs típussá fejlesztette. A Newcomen-motorral ellentétben a Watt-motor elég simán tudott működni ahhoz, hogy - nap- és bolygóműveken keresztül - egy hajtótengelyhez csatlakoztatható legyen, hogy a kettős működésű kondenzációs hengerek mellett forgóteljesítményt biztosítson. A legkorábbi példányt demonstrációs gépnek építették, és Boulton gyárában helyezték el, hogy a gombok lappolásához (polírozásához) vagy hasonló munkagépeket működtessen. Emiatt mindig is Lap Engine néven ismerték. A korai gőzgépekben a dugattyú általában rúddal kapcsolódik egy kiegyensúlyozott gerendához, nem pedig közvetlenül a lendkerékhez, ezért ezeket a motorokat gerendamotoroknak nevezik.
A korai gőzgépek nem biztosítottak elég állandó fordulatszámot az olyan kritikus műveletekhez, mint a gyapotfonás. A fordulatszám szabályozásához a motort arra használták, hogy vizet pumpáljon egy vízkerékhez, amely a gépeket hajtotta.

## Nagynyomású motorok
A 18. század előrehaladtával egyre nagyobb nyomást követeltek; ennek Watt határozottan ellenállt, aki a szabadalma által biztosított monopóliummal megakadályozta, hogy mások nagynyomású motorokat építsenek és járművekben használjanak. Nem bízott az akkori kazántechnológiában, a konstrukció módjában és a felhasznált anyagok szilárdságában.
A nagynyomású motorok fontos előnyei a következők voltak:
1. adott teljesítmény mellett sokkal kisebbre lehetett őket készíteni, mint korábban. Így lehetőség nyílt olyan gőzgépek kifejlesztésére, amelyek elég kicsik és elég erősek voltak ahhoz, hogy önmagukat és más tárgyakat mozdítsanak el. Ennek eredményeképpen a gőzenergia a szállításban mostantól a hajók és szárazföldi járművek formájában vált gyakorlati megvalósíthatóvá, ami forradalmasította a teherszállítási üzleteket, az utazást, a katonai stratégiát és lényegében a társadalom minden aspektusát.
2. Kisebb méretük miatt sokkal olcsóbbak voltak.
3. Nem volt szükségük a légköri motorok által igényelt jelentős mennyiségű kondenzációs hűtővízre.
4. Nagyobb sebességre tervezhették őket, így alkalmasabbak voltak gépek meghajtására.

Hátrányaik voltak:
1. Alacsony nyomástartományban kevésbé voltak hatékonyak, mint a kondenzációs motorok, különösen, ha a gőzt nem expanzív módon használták.
2. Hajlamosabbak voltak a kazánrobbanásokra.

A fő különbség a nagynyomású és a kisnyomású gőzgépek működése között a dugattyút mozgató erő forrása. Newcomen és Watt motorjaiban a gőz kondenzációja az, ami a nyomáskülönbség nagy részét létrehozza, így a dugattyút a légköri nyomás (Newcomen) és az alacsony nyomású gőz - ritkán több mint 7 psi kazánnyomás, plusz a kondenzátor vákuum (Watt) - mozgatja. Nagynyomású motorban a nyomáskülönbség nagy részét a kazánból származó nagynyomású gőz biztosítja; a dugattyú alacsonynyomású oldala lehet légköri nyomáson vagy a kondenzátornyomáshoz csatlakozva. Newcomen jelződiagramja, amely majdnem teljesen a légköri vonal alatt van, majdnem 200 évvel később újjáéledt, amikor a háromszoros tágulású motorok alacsony nyomású hengere a motor teljesítményének mintegy 20%-át adja, szintén majdnem teljesen a légköri vonal alatt.
Az "erős gőz" első ismert szószólója Jacob Leupold volt egy motorra vonatkozó tervében, amely 1725 körül jelent meg enciklopédikus művekben. A század folyamán különböző gőzzel hajtott csónakok és járművek tervei is megjelentek, az egyik legígéretesebb Nicolas-Joseph Cugnot terve volt, aki 1769-ben bemutatta "fardier" (gőzszekér) járművét. Bár a járműhöz használt üzemi nyomás nem ismert, a kazán kis mérete miatt a gőztermelés mértéke nem volt elegendő ahhoz, hogy a fardier néhány száz méternél többet haladjon egyszerre, mielőtt meg kellett volna állnia gőzölni. Más terveket és modelleket is javasoltak, de William Murdoch 1784-es modelljéhez hasonlóan sokukat Boulton és Watt megakadályozta.
Az Egyesült Államokban ez nem érvényesült, és 1788-ban egy John Fitch által épített gőzhajó rendszeres kereskedelmi forgalomban közlekedett a Delaware folyón a pennsylvaniai Philadelphia és a New Jersey állambeli Burlington között, és akár 30 utast is szállított. Ez a hajó jellemzően 7-8 mérföldet tudott megtenni óránként, és rövid szolgálati ideje alatt több mint 2000 mérföldet (3200 km) tett meg. A Fitch-gőzhajó nem volt kereskedelmi siker, mivel ezt az útvonalat viszonylag jó szekérutakkal megfelelően lefedték. 1802-ben William Symington épített egy praktikus gőzhajót, 1807-ben pedig Robert Fulton Watt-gőzgépet használt az első kereskedelmi szempontból sikeres gőzhajó meghajtására.
Oliver Evans a maga részéről az "erős gőz" híve volt, amelyet hajómotoroknál és helyhez kötött felhasználásnál alkalmazott. Ő volt a hengeres kazánok úttörője; Evans kazánjaiban azonban több súlyos kazánrobbanás történt, ami inkább Watt aggályainak adott súlyt. A pennsylvaniai Pittsburghben 1811-ben megalapította a Pittsburghi Gőzgép Társaságot. A vállalat nagynyomású gőzgépeket vezetett be a Mississippi vízgyűjtőjén a folyami hajózásban.
Az első nagynyomású gőzgépet 1800-ban Richard Trevithick találta fel.
A gőz nyomás alatt történő emelésének jelentősége (termodinamikai szempontból) az, hogy magasabb hőmérsékletet ér el. Így minden nagynyomású gőzt használó motor magasabb hőmérsékleten és nyomáskülönbséggel működik, mint az alacsony nyomású vákuummotorok esetében. A nagynyomású motor így a dugattyús gőztechnika legtöbb további fejlesztésének alapjává vált. Még így is, 1800 körül a "nagynyomás" azt jelentette, amit ma nagyon alacsony nyomásnak, azaz 40-50 psi (276-345 kPa) nyomásnak tekintenénk, a lényeg az, hogy a szóban forgó nagynyomású motor nem kondenzált, kizárólag a gőz expanziós ereje hajtotta, és miután a gőz munkát végzett, általában a légköri nyomásnál nagyobb nyomáson fújták ki. A kipufogó gőznek a kéménybe történő fúvását ki lehetett használni arra, hogy a tűzrostélyon keresztül indukált huzatot hozzanak létre, és így növeljék az égés sebességét, így kisebb kemencében több hőt termelve, a dugattyú kipufogóoldalán fellépő ellennyomás rovására.
1804. február 21-én a dél-walesi Merthyr Tydfilben található Penydarren vasgyárban bemutatták az első önjáró vasúti gőzgépet vagy gőzmozdonyt, amelyet Richard Trevithick épített.

### Cornish engine and compounding
1811 körül Richard Trevithicknek korszerűsítenie kellett egy Watt-szivattyúmotort, hogy azt az egyik új, nagy hengeres cornwalli kazánjához igazítsa. Amikor Trevithick 1816-ban Dél-Amerikába távozott, fejlesztéseit William Sims folytatta. Ezzel párhuzamosan Arthur Woolf kifejlesztett egy kéthengeres összetett motort, így a gőz egy nagynyomású hengerben kitágult, mielőtt egy alacsony nyomású hengerbe engedte volna. A hatékonyságot tovább javította Samuel Groase, aki szigetelte a kazánt, a motort és a csöveket.
A dugattyú feletti gőznyomást növelték, amely végül elérte a 40 psi (0,28 MPa) vagy akár az 50 psi (0,34 MPa) értéket, és most már a lefelé irányuló lökethez szükséges erő nagy részét biztosította; ezzel egyidejűleg a kondenzáció is javult. Ez jelentősen növelte a hatásfokot, és a 19. század folyamán a Cornish-rendszerre épített további szivattyús motorok (gyakran Cornish-motorok néven ismertek) továbbra is újakat építettek. A régebbi Watt-motorokat korszerűsítették, hogy megfeleljenek a követelményeknek.
E Cornish-féle fejlesztések elterjedése a textilipari területeken, ahol a szén olcsó volt, a motorok magasabb tőkeköltsége és a nagyobb kopás miatt lassan haladt. A változtatás csak az 1830-as években kezdődött, általában egy újabb (nagynyomású) henger hozzáadásával történő összetettesítéssel.
A korai gőzgépek másik korlátja a fordulatszám-változás volt, ami sok textilipari alkalmazáshoz, különösen a fonáshoz alkalmatlanná tette őket. Az egyenletes sebesség elérése érdekében a korai gőzüzemű textilgyárak a gőzgépet arra használták, hogy vizet pumpáljanak egy vízkerékhez, amely a gépeket hajtotta.
Sok ilyen motort szállítottak világszerte, és ezek megbízható és hatékony szolgálatot tettek hosszú éveken keresztül, jelentősen csökkentett szénfogyasztás mellett. Némelyikük nagyon nagy volt, és a típus egészen az 1890-es évekig épült.

## Corliss motor
A Corliss-gőzgépet (1849-ben szabadalmaztatták) James Watt óta a legnagyobb fejlesztésnek nevezték. A Corliss-motornak jelentősen javult a fordulatszám-szabályozása és a jobb hatásfoka, ami alkalmassá tette mindenféle ipari felhasználásra, beleértve a fonást is.
Corliss külön nyílásokat használt a gőzellátáshoz és a kipufogógázhoz, ami megakadályozta, hogy a kipufogó lehűtse a forró gőz által használt járatot. A Corliss részben forgó szelepeket is használt, amelyek gyors működést biztosítottak, segítve a nyomásveszteségek csökkentését. Maguk a szelepek is csökkentették a súrlódást, különösen a tolószelepekhez képest, amelyek jellemzően a motor teljesítményének 10%-át használták fel.
A Corliss automatikus, változtatható lekapcsolást alkalmazott. A szelephajtómű úgy szabályozta a motor fordulatszámát, hogy a szabályzó segítségével változtatta a lekapcsolás időzítését. A jobb fordulatszám-szabályozás mellett részben ez volt felelős a hatékonyság javulásáért.

## Porter–Allen nagy fordulatszámú gőzgép
Az 1862-ben bemutatott Porter–Allen-motor egy fejlett szelepvezérlő mechanizmust használt, amelyet Allen, egy kivételes képességű szerelő fejlesztett ki Porter számára, és eleinte Allen-motor néven volt általánosan ismert. A nagysebességű motor precíziós gép volt, amely jól kiegyensúlyozott volt, olyan vívmányok, amelyeket a szerszámgépek és a gyártástechnológia fejlődése tett lehetővé.
A nagysebességű motor a dugattyú háromszoros és ötszörös sebességgel működött, mint a közönséges motorok. Alacsony fordulatszám-változással is rendelkezett. A nagy fordulatszámú motort széles körben használták a fűrészüzemekben a körfűrészek meghajtására. Később elektromos áram előállítására is használták.
A motornak számos előnye volt. Bizonyos esetekben közvetlenül is kapcsolható volt. Ha fogaskerekeket vagy szíjakat és dobokat használtak, azok sokkal kisebb méretűek lehettek. Maga a motor is kicsi volt ahhoz a teljesítményhez képest, amit kifejlesztett.
Porter nagymértékben továbbfejlesztette a lendgolyós szabályzót a forgó tömeg csökkentésével és a tengely köré helyezett súly hozzáadásával. Ez jelentősen javította a fordulatszám-szabályozást. Porter szabályozója 1880-ra a vezető típus lett.
A Porter-Allen motor hatásfoka jó volt, de nem érte el a Corliss-motorét.

### Egyáramú (vagy unaflow) motor
Az uniflow-motor volt a nagynyomású motorok leghatékonyabb típusa. Ezt 1911-ben találták fel, és hajókon használták, de a gőzturbinák és később a tengeri dízelmotorok kiszorították.